# Harpactea minoccii
Harpactea minoccii är en spindelart som beskrevs av José Vicente Ferrández 1982. Harpactea minoccii ingår i släktet Harpactea och familjen ringögonspindlar.
Artens utbredningsområde är Spanien. Inga underarter finns listade i Catalogue of Life.